# 全員法廷
全員法廷（ぜんいんほうてい、英: en banc）は、裁判所の裁判官全員で裁判体を構成して審理や裁判を行う制度。裁判所の種類により「大法廷」や「大合議」と称される（訳される）こともある。

## 米国

### 連邦控訴裁判所
合衆国控訴裁判所は3人の裁判官で構成され、重要事件にあたる一定の場合には巡回裁判官全員で審理を行う全員法廷手続がとられる。全員法廷手続は巡回区域内で判断に不一致が生じないようにする制度であり、控訴裁判所の判決には拘束力があり巡回区にある他の連邦裁判所は同様の事件において控訴裁判所の指導に従う必要がある。

### 連邦巡回区控訴裁判所
連邦巡回区控訴裁判所(CAFC)にも12名全員による全員法廷がある。大合議と訳されることもある。

## 日本

### 最高裁判所
大法廷は全員の裁判官の合議体である（裁判所法9条2項）。

### 知的財産高等裁判所
知的財産高等裁判所の特別部（大合議部）には5人の裁判官全員による大合議の制度がある（民事訴訟法310条の2）。

### 地方裁判所
東京地方裁判所及び大阪地方裁判所の特許等関係事件にも大合議の制度がある（民事訴訟法269条の2）。